# Kloster Flechtdorf

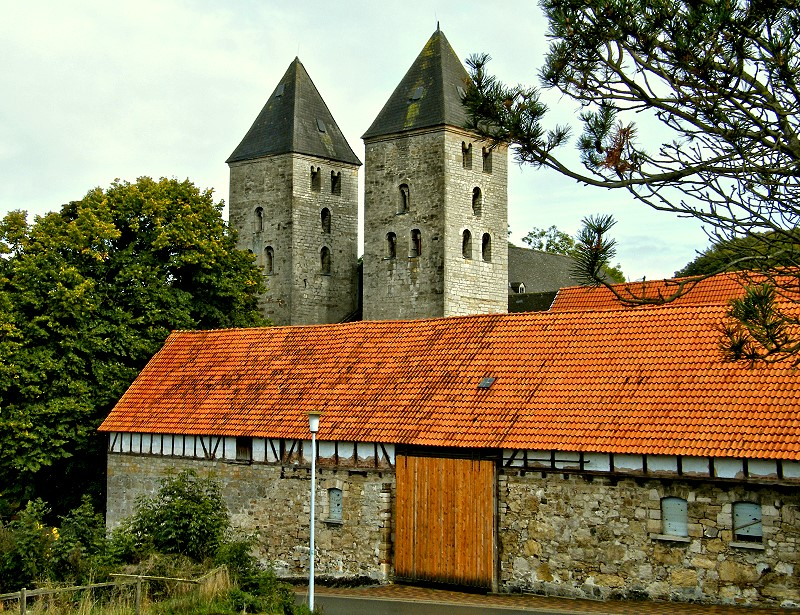
Kloster Flechtdorf mit Wirtschaftsgebäuden

Kloster Flechtdorf ist eine ehemalige Benediktiner-Abtei im Ortsteil Flechtdorf der nordhessischen Gemeinde Diemelsee im Landkreis Waldeck-Frankenberg. Es bestand von 1104 bis zur Reformation.

## Vorgeschichte
Angeblich im Jahre 836 veranlasste Bischof Badurad von Paderborn die Überführung der Reliquien des heiligen Landelin von Crespin aus dem Kloster Crespin in der Diözese Cambrai im Westfrankenreich nach Boke (heute Stadtteil von Delbrück im Kreis Paderborn) in Westfalen. Boke wurde so zu einem Stützpunkt des Christentums im frisch missionierten Sachsen.
Im Jahre 1101 stifteten Graf Erpo von Padberg und seine Frau Beatrix von Nidda mit Unterstützung des mit ihnen weitläufig verwandten Paderborner Bischofs Heinrich II. von Werl ein Benediktinerkloster in Boke über den Gebeinen des Heiligen, deren Anwesenheit in Boke in der Stiftungsurkunde erstmals beurkundet ist. Das Kloster Boke wurde von Beatrix großzügig mit Allodialbesitz ausgestattet, den sie als Mitgift und durch Erbfolge aus ihrer Familie erhalten hatte. Erpo stattete das neue Kloster ebenfalls mit erheblichem Eigenbesitz aus, so u. a. mit seinen Eigenkirchen in Langförden (heute Stadtteil von Vechta) und in Werdohl im Märkischen Sauerland (dem Vorgängerbau der dortigen Kilianskirche) sowie Grundbesitz in Werdohl, in Wirmighausen (heute Ortsteil der Gemeinde Diemelsee), in Beringhausen (heute Ortsteil der Stadt Marsberg) und in Messinghausen (heute Stadtteil von Brilon).

## Klostergeschichte

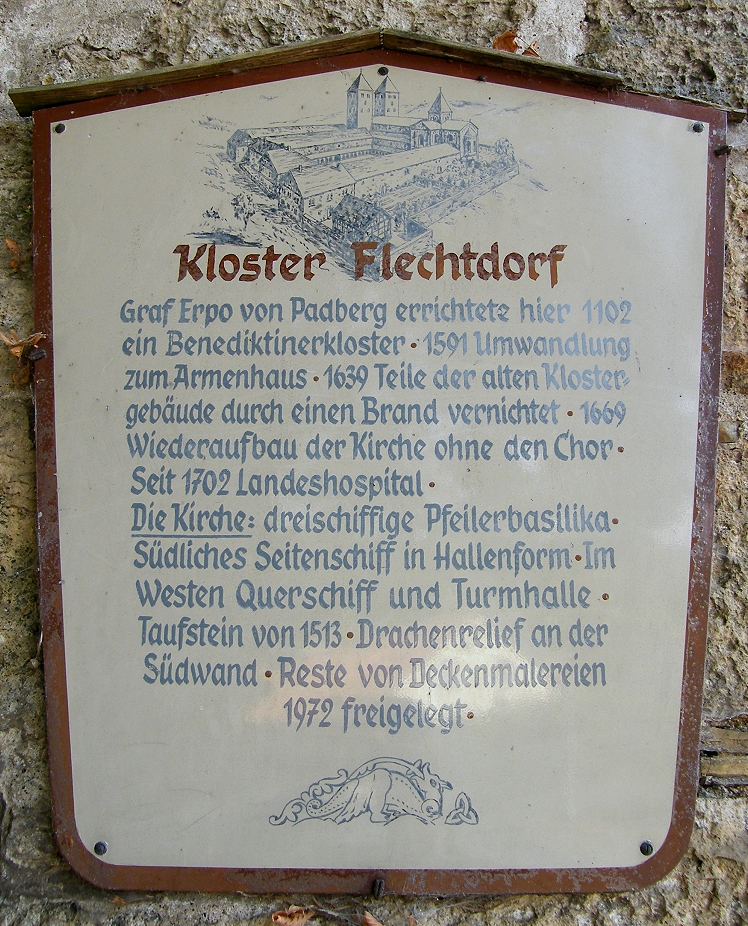
Hinweistafel

Das Kloster Boke hatte jedoch nur wenige Jahre Bestand, denn nach dem kinderlosen Tod der Stifterin Beatrix kam es zu einem erbitterten Streit mit ihren Verwandten aus dem Hause Itter. Ihre Brüder erhoben Anspruch auf ihr Erbe in Boke und weigerten sich, den Nachlass an das neue Kloster gehen zu lassen. Der Konflikt wurde gelöst, indem das Kloster in Boke im Jahre 1104 aufgehoben und nach Flechtdorf auf Eigenbesitz des Grafen Erpo verlegt wurde, wo es durch Benediktiner aus dem Mutterkloster Abdinghof in Paderborn belegt wurde. Der größte Teil der Landolinusreliquien wurde dabei nach Flechtdorf gebracht; nur eine Armreliquie blieb in Boke.
Bei der Ansiedlung der Benediktinerabtei St. Maria in Flechtdorf bestand dort bereits eine Kirche, die zur Klosterkirche umgestaltet und zwischen 1104 und 1114 mit den notwendigen Konventsgebäuden ergänzt wurde. Erpo von Padberg starb 1113 und wurde in Flechtdorf beigesetzt. Mit ihm starb sein Geschlecht im Mannesstamm aus, und sein Besitz, die Burg und Herrschaft Padberg wie auch das Kloster Flechtdorf, wurden im Jahre 1120 an Erzbischof Friedrich I. von Köln verkauft; die geistliche Aufsicht über das Kloster blieb jedoch beim Bischof von Paderborn.
1160 wurde Graf Volkwin II. von Schwalenberg, ab 1180 als Volkwin I. von Waldeck bekannt, Vogt des Klosters. Seine Nachfahren, die Brüder Volkwin IV. von Schwalenberg und Adolf I. von Waldeck, mussten die Vogtei nach wiederholtem Streit mit Paderborn um 1227 abgeben. In der Folge (spätestens im Jahre 1270) kam die Vogtei an die Herren von Padberg, Kurkölner Ministeriale, die als Burgmannen auf der Burg Padberg saßen und sich seit 1165 „von Padberg“ nannten. Im Jahre 1413 kam die Vogtei, ebenso wie der gesamte Bereich des Gogerichts Flechtdorf, nach der Niederlage der Padberger gegen die Korbacher Bürger in der sog. „Padberger Fehde“ wieder an die Grafen von Waldeck.
Die Klosterkirche wurde in mehreren Bauabschnitten errichtet, beginnend zwischen 1120 und 1190 mit den Türmen und dem Westteil in basilikaler Form. Der Bau wurde Anfang des 13. Jahrhunderts als gotische Hallenkirche vollendet; das südliche Seitenschiff wurde dabei im gotischen Stil umgebaut. Die Konventsgebäude (Ost-, Süd- und Westflügel) südlich der Kirche wurden bereits 1180 unter dem Abt Uffo vollendet. Zur Einweihung der Kirche im Jahre 1250 gewährte Papst Alexander IV. allen Wohltätern der Abtei einen Ablass. Das Kloster blühte auf und erweiterte seinen Besitz und seine Rechte durch vielfältige Schenkungen, Kauf und Tausch. Auf Grund eines „wundertätigen“ Marienbilds, zahlreicher Reliquien und Ablasstage wurde Flechtdorf zu einem religiösen Anziehungspunkt für die gesamte Region.
Die 150 Jahre von der Mitte des 14. bis zum Ende des 15. Jahrhunderts waren gekennzeichnet durch wiederholten Wechsel von Zerfall des sittlichen und geistlichen Lebens, gepaart mit wirtschaftlichem Niedergang, mit Reformbestrebungen einzelner Äbte. So ordnete 1379 Bischof Heinrich III. von Paderborn eine weitgehende Klosterreform an, aber auch diese war in ihrem Effekt nur kurzlebig. Die Grafen von Waldeck sahen die Zerfallserscheinungen – sichtbar in Überalterung, Rückgang der Zahl der Mönche bzw. Nonnen, finanziellen Schwierigkeiten und Verfall der Sitten – in Flechtdorf und in den anderen Klöstern ihres Machtbereiches mit Missfallen und bemühten sich ebenfalls um Reformen. Das Kloster Flechtdorf wurde 1444 erneut reformiert und erlebte danach eine neue kurze Blüte unter dem Abt Hermann Frowein (Frowyn), unter dem es 1469 der Bursfelder Reformkongregation beitrat. Abt Frowein wurde noch im gleichen Jahr vom Mainzer Erzbischof Adolf II. von Nassau, zu dessen Diözese der südliche Teil der Grafschaft Waldeck gehörte, mit einer Visitation des Klosters Netze beauftragt, deren Ergebnis allerdings nicht überliefert ist.
Unter Abt Jost Fiebeling (1506–1526) erlebte das Kloster noch einmal eine geistliche und wirtschaftliche Blütezeit, die dann durch die Einführung der Reformation im Jahre 1525 und die nachfolgende Aufhebung der Klöster in der Grafschaft Waldeck ein Ende fand.

### Aufhebung
1528 begannen Abt und Konvent mit der Verlegung von Urkunden und liturgischen Geräten nach Westfalen. Ab 1535 begann der Konvent sich aufzulösen. 1543 ordnete Graf Wolrad II. Reformen im Kloster an und bestellte für die Flechtdorfer Gemeinde auf Kosten des Konvents einen evangelischen Prädikanten (Hilfsprediger). Um 1550 lebten nur noch drei Mönche im Kloster. Der letzte Abt, Balthasar Hachmeister, wurde 1580 wegen seines lasterhaften Lebenswandels abgesetzt.
Der Erzbischof von Köln, als Landesherr des Herzogtums Westfalen, focht die Verfügungen der Grafen an. Der Prozess vor dem Reichskammergericht um die Oberhoheit über das Kloster zog sich von 1551 bis 1591 hin. In diese Zeit des Streits zwischen Waldeck und Köln fiel die Katastrophe von 1546, als der Landdrost von Westfalen, Bernhard von Nassau-Beilstein, das Kloster plünderte und dabei Urkunden, fast die gesamte Bibliothek (über 100 Bücher) und das meiste liturgisches Gerät raubte; von der Bibliothek blieben nur noch klägliche Reste eines Antiphonales vom Ende des 15. Jahrhunderts, das als Makulatur für den Einband des „Itinerarium Wolradi“ von 1548 sein Ende fand. Graf Wolrad II. von Waldeck-Eisenberg reagierte mit einer zweiten Plünderung des Klosters und der Wegführung des Viehbestandes. Das Reichskammergericht entschied schließlich zugunsten der Waldecker. Nachdem der letzte Mönch, Hubert Figge, 1598 gestorben war, zogen sie 1602 das Vermögen des Klosters ein. Das Klostergut wurde als gräfliche Domäne weitergeführt, und die Klostergebäude wurden zum Hospital für arme und alte Kranke. Die Klosterkirche diente als evangelische Gemeindekirche.
1639 zerstörte ein Großbrand den Ostteil der Kirche und Teile der Konventsgebäude. Beim teilweisen Wiederaufbau im Jahre 1669 unter Graf Georg Friedrich von Waldeck-Eisenberg baute man an Stelle des zerstörten Ostteils lediglich eine glatte Abschlusswand ohne Chor.

## Landeshospital und Altenheim

Romanische Kirche des Klosters Flechtdorf, Ansicht um 1860

Klosterkirche, Grundriss, ca. 1860

1702 ließ Graf Christian Ludwig in den Klostergebäuden ein Landeshospital einrichten. Die Insassen anderer Hospitäler in der Grafschaft Waldeck wurden nach Flechtdorf gebracht. Zur wirtschaftlichen Absicherung erhielt das Hospital 700 Morgen Grundbesitz. Zwei Jahre später (1704) wurden das Hospital und der dazugehörige Grundbesitz in die neugegründete Stiftung „Landeshospital Flechtdorf“ eingebracht. Laut Stiftungsurkunde sollten „wenigstens 30 arme Leute, Manns und Weibspersonen daselbst gehalten werden“. Die Aufsicht über das Hospital hatte ein vom Grafen ernannter Obervorsteher, die wirtschaftliche Leitung oblag einem Rentmeister.
Ein gleichzeitig im alten Kloster eingerichtetes Predigerseminar wurde schon 1712 wieder aufgelöst.
1783 ließ Fürst Friedrich von Waldeck im sog. Herrenhaus ein Heim für arme Wöchnerinnen und geistig Behinderte eröffnen.
1890 wurde mit dem Bau eines neuen Hospitalgebäudes begonnen, das 1891 eingeweiht und 1963–1965 durch einen Anbau wesentlich erweitert wurde. Nach Errichtung eines weiteren Anbaus in den Jahren 2003 und 2004 erfolgte eine grundlegende und 2006 abgeschlossene Sanierung des alten Gebäudebestands.
Durch den ständigen Rückgang der Erträge aus dem eigenen Besitz konnte die Stiftung das Heim, das mittlerweile ein modernes Altenheim geworden war, nicht mehr selbst betreiben. 1968 pachtete der Landkreis Waldeck das Altenheim (Hospital), das damals 65 Bewohner hatte. 1969 wurden die vier älteren wohltätigen Stiftungen Waldecks, unter ihnen auch das Flechtdorfer Landeshospital, in der „Waldeckischen Landesstiftung“ zusammengelegt. Die landwirtschaftlich genutzten Gebäude (Westflügel und Teile des Südflügels des ehemaligen Klosters) wurden verkauft. Das Alten- und Pflegeheim „Landeshospital Flechtdorf“ wurde bis 2008 durch die „Alten- und Pflegeheime des Landkreises Waldeck-Frankenberg gemeinnützige GmbH“ mit Sitz in Korbach geführt. Am 1. September 2008 wurde es vom Waldeckschen Diakonissenhaus Sophienheim (seit 2018 „DIAKO Waldeck-Frankenberg gGmbH“) in Bad Arolsen übernommen.

## Kirche St. Maria
Die Klosterkirche blieb weiterhin im Besitz der Waldeckischen Landesstiftung und wird von der evangelischen Gemeinde in Flechtdorf für ihre Gottesdienste genutzt.

### Der Bau
Die Kirche ist aus unregelmäßigen Kalksteinquadern errichtet, die außen sichtbar, innen durch ockerfarbigen Anstrich mit aufgemalten Fugen verdeckt sind. Der Bau wird von der Doppelturmfassade des Westhauses beherrscht. Die Türme selbst sind ungegliedert, aber durch Schallarkaden und Rundbogenöffnungen aufgelockert. Die mit Schiefer gedeckten Turmdächer sind pyramidenförmig. Das Tympanon im Rundbogen über dem Westportal zwischen den Türmen ist unverziert. Das Wulstprofil des Sockels führt um das Portal herum und ist im Portalscheitel zu einem Oval mit verzierendem Blattwerk verschlungen. Ein zweites Portal befindet sich am südlichen Seitenschiff.
Der Innenraum am Westportal ist umgeben von den hallenförmigen Räumen des Westbaus, des Turmjochs und des schmalen Querschiffs. Mittelschiff und Seitenschiffe sind hier gleich hoch. In der Südwand des Westquerschiffes befindet sich das Sandsteinrelief eines geflügelten Drachen; es handelt sich hierbei um den bekrönenden Abschluss einer vermauerten Doppelarkade, die sich aus dem Obergeschoss des angrenzenden Konventsgebäudes öffnete. Die breiten Gurt- und Schildbögen des gekuppelten Kreuzgratgewölbes im zweijochigen Mittelschiff des Langhauses werden von rechteckigen Pfeilern getragen. Die Nordseite zeigt deutlich die Bauform der Gewölbebasilika; im nördlichen Seitenschiff ruhen die Gurtbögen auf kurzen Vorlagen über Halbkreiskonsolen.
Die Südseite des Mittelschiffs zeugt dagegen vom Umbau der Basilika in eine Hallenkirche. Dabei wurde das Seitenschiff auf gleiche Höhe mit dem Mittelschiff gebracht und die Obergadenwand zwischen den beiden Raumteilen herausgebrochen. Auf ein Joch des Mittelschiffs kommt hier ein Seitenschiffsjoch. Auch hier ruhen die Gewölbebogen, die das Kreuzgratgewölbe tragen, auf Vorlagen über Halbkreiskonsolen. In der Südwand, über der Höhe des ursprünglichen Seitenschiffs, befindet sich ein dreiteiliges Spitzbogenfenster. Die eingestellten Säulen und Wulstformen weisen auf den rheinisch-westfälischen Übergangsstil von der Spätromanik zur Frühgotik hin. Die nördliche Seitenschiffswand wurde bis zur Höhe des Mittelschiffs hochgezogen, um eine Auflage für das alle drei Schiffe überspannende Satteldach zu schaffen.
In einem Mauerblock vor der Ostwand sind die Reste eines aus dem 13. Jahrhundert stammenden Lettners erhalten. Im Mittelalter wurde vor allem in Klosterkirchen solche Schranken zwischen Mönchchor und Laienkirche errichtet. Durchbrochen wird diese Wand durch drei Bögen. Der rechte Bogen diente dem Durchgang zum Hochchor bzw. zu einer Krypta. Im mittleren etwas zurückgesetzten Bogen stand der Gemeindealtar, auch Kreuzaltar genannt. Darüber war ein großes so genanntes Triumphkreuz aufgehängt.
Der kelchförmige Taufstein stammt aus dem Jahr 1513 und trägt am oberen Rand eine Umschrift in gotischen Minuskeln. Altar und Kanzel schenkte das Waldecker Fürstenhaus der Kirche bei der Renovierung 1907. Das Chorgestühl im südlichen Seitenschiff stammt aus dem Kloster Volkhardinghausen. Von 1966 bis 1958 stand das Chorgestühl in der Evangelischen Stadtkirche Wolfhagen.

### Sanierung
Seit 2007 finanzieren die Waldeckische Landesstiftung, das Landeskirchenamt und das Landesamt für Denkmalpflege eine grundlegende Sanierung der Kirche. Bereits 1907 fand eine große Sanierung statt. Eine zweite wurde Anfang der 1970er Jahre durchgeführt, nachdem der Zustand der Kirche, vor allem wegen des Fehlens jeglicher Isolierung gegen aufsteigende Bodenfeuchtigkeit, so schlecht geworden war, dass kaum noch Gottesdienste in ihr abgehalten wurden. Der gesamte Fußboden aus Sandsteinplatten ohne Unterbau war durchnässt und teilweise veralgt; das Mauerwerk war fehlerhaft; die hölzernen Einbauten im Glockenturm waren schadhaft; und die elektrische Installation war nicht mehr in Ordnung. Bei den damaligen Arbeiten wurden allerdings, aus heutiger Sicht, bauphysikalische Mängel erzeugt, da Materialien verwendet wurden, die man heute nicht mehr einsetzen würde. Bei der nunmehrigen aufwändigen Sanierung werden Materialien eingesetzt, die den ursprünglich verwendeten gleichen, und mit Hilfe einer neuen Heiz- und Lüftungstechnik wird eine Verbesserung des Raumklimas angestrebt.

Ansichten Kloster Flechtdorf
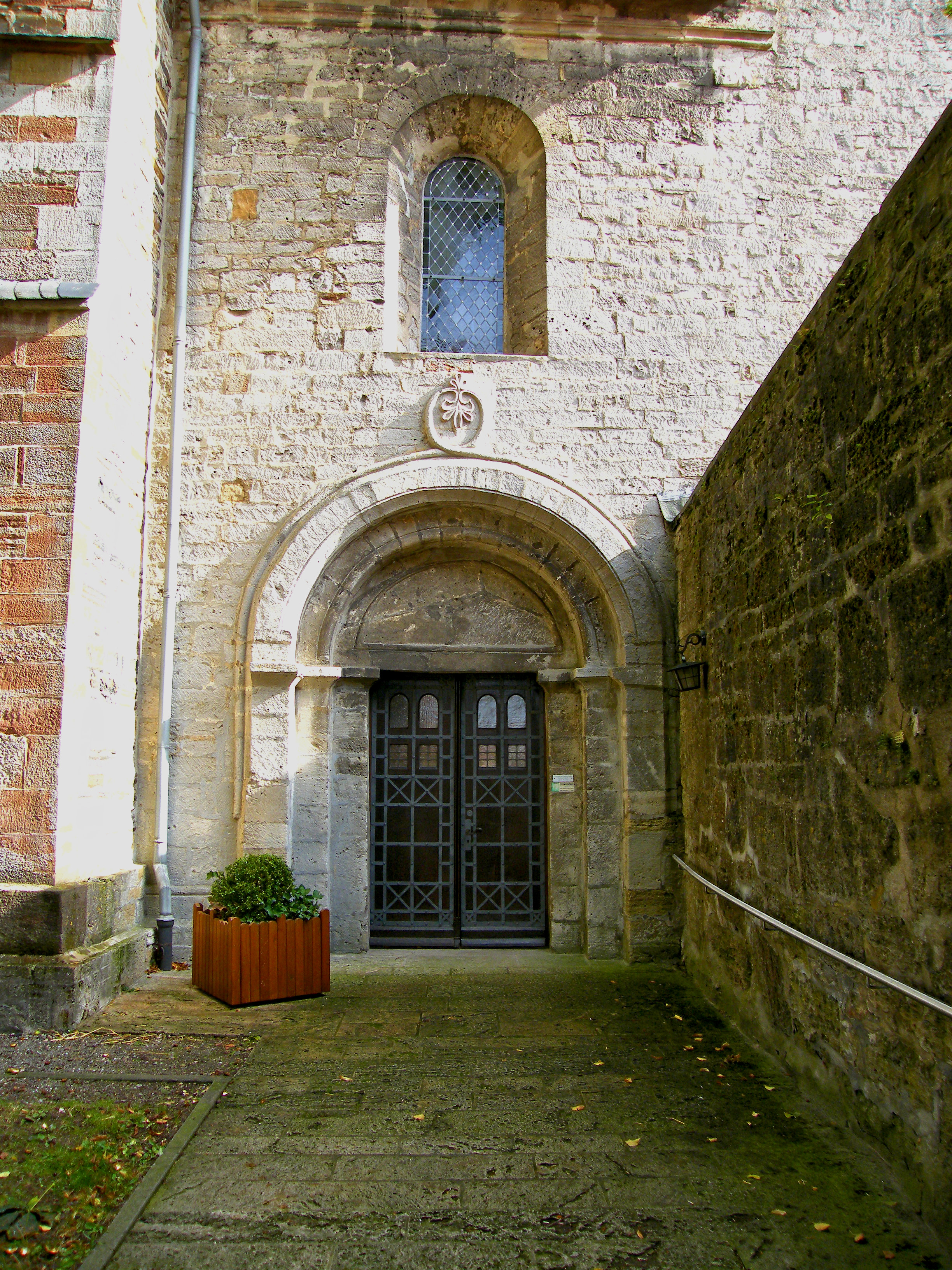
Hauptportal
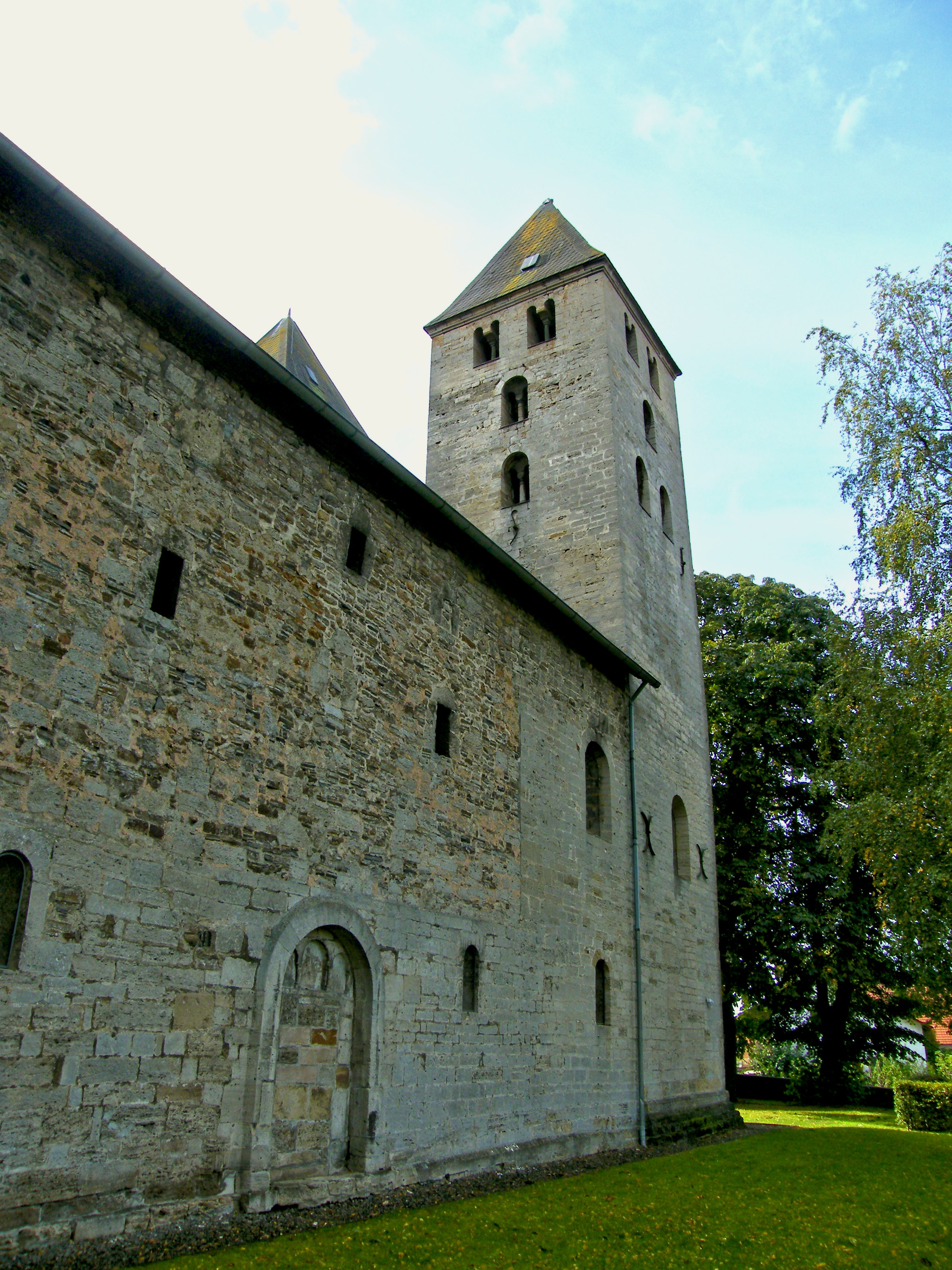
Seitliches Kirchenschiff
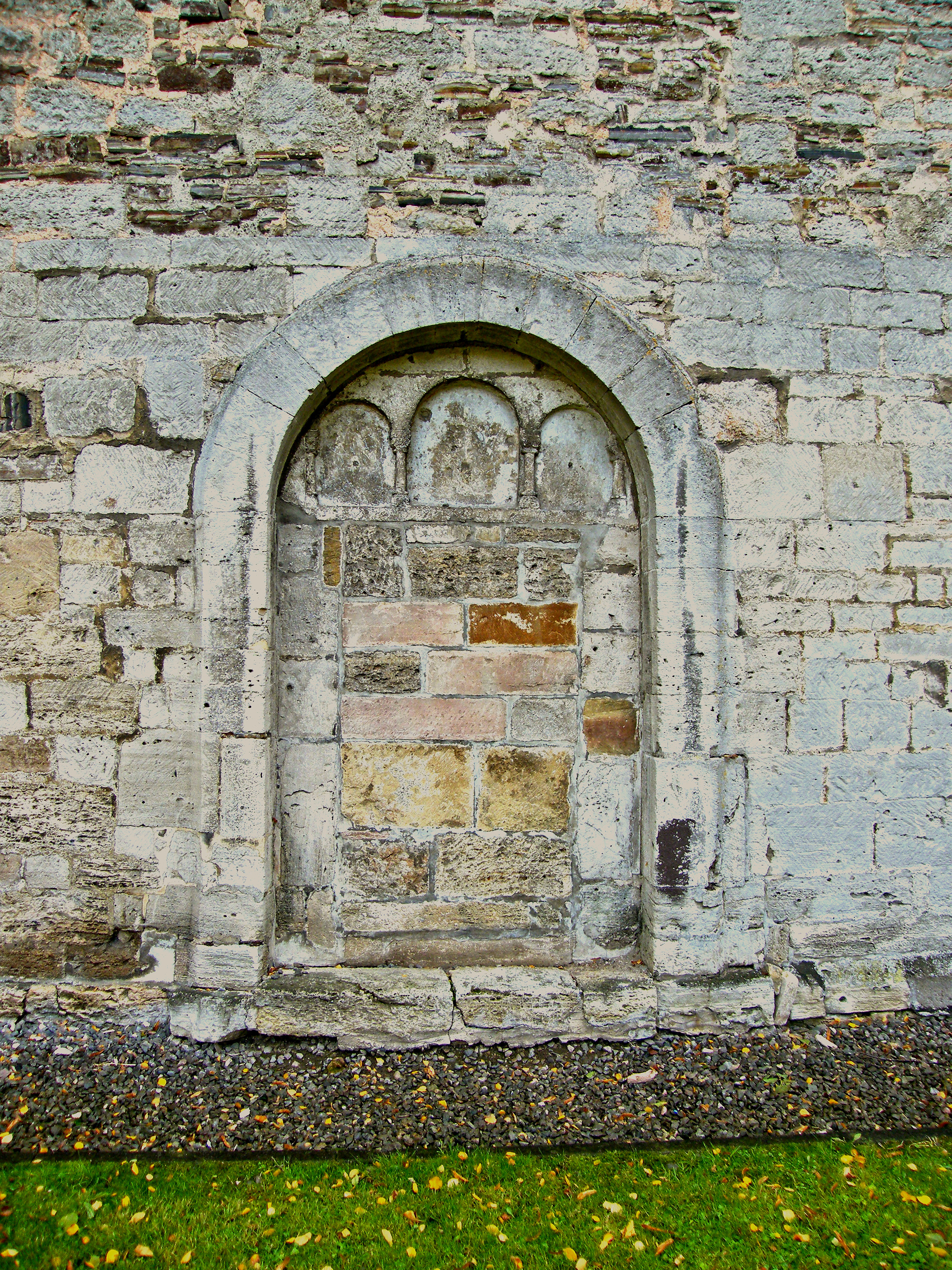
Seitliches Kirchenschiff – zugemauerter Zugang
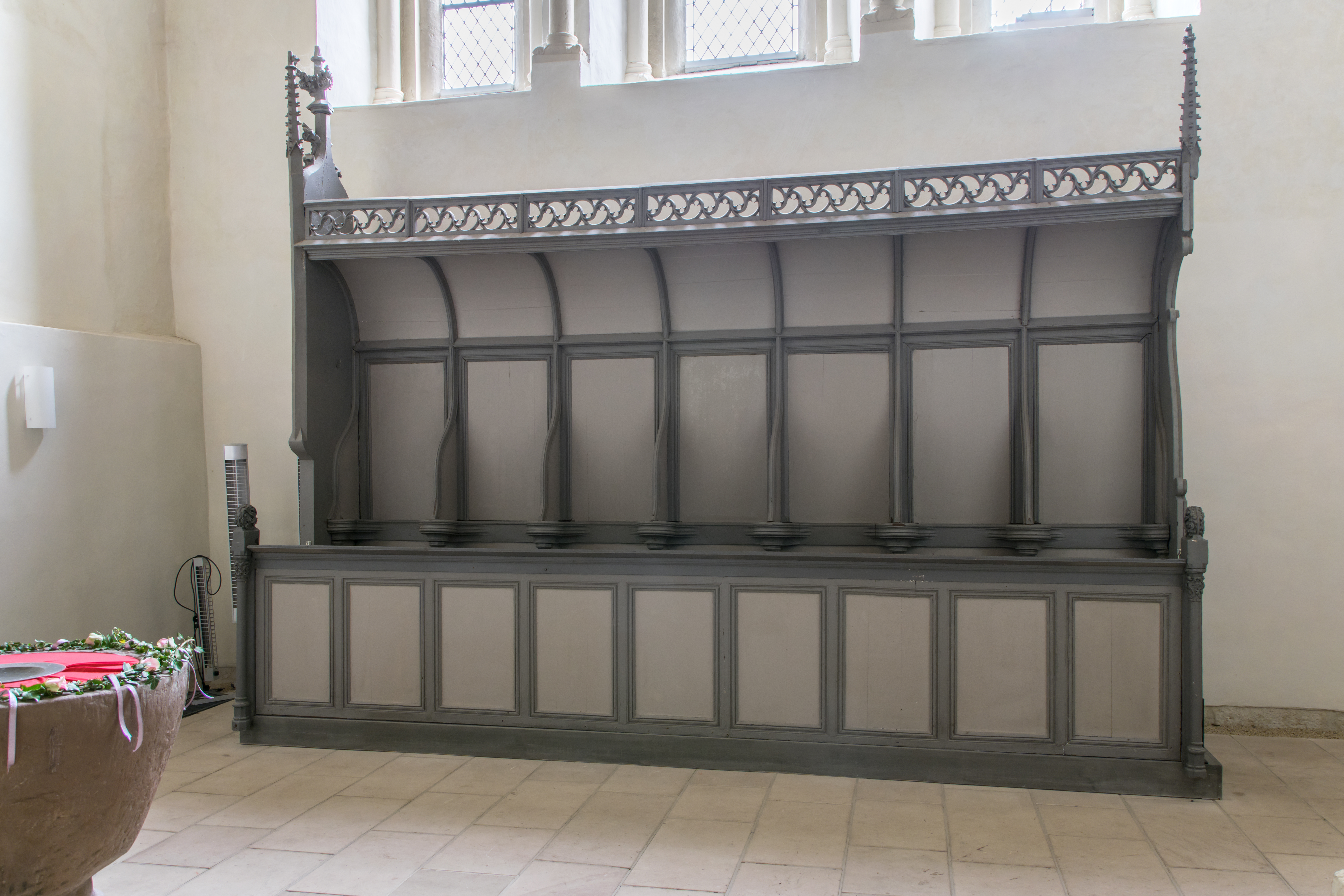
Chorgestühl
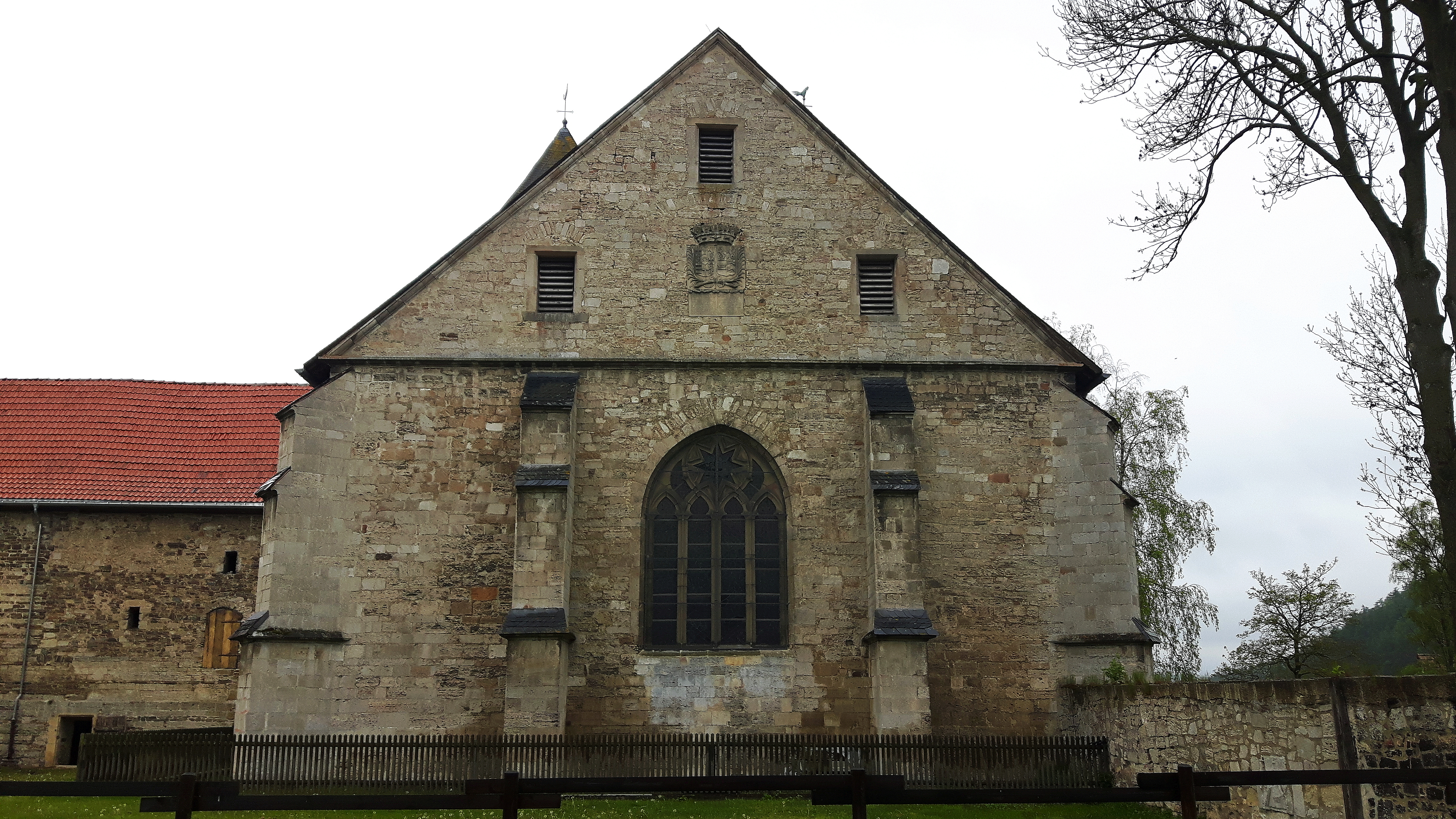
Ostseite

## Zukünftige Nutzung der Konventsgebäude
Im Mai 2007 ersteigerte der im Jahr zuvor gegründete Förderverein Kloster Flechtdorf die verbliebenen und zunehmend vernachlässigten Gebäude und Grundstücke des alten Klosters; dabei handelte es sich um den Westflügel der alten Abtei, der in seiner Substanz aus der Gründungsphase des Klosters stammt, die Hälfte des Südflügels, der einer Bauperiode des 14. und 15. Jahrhunderts entstammt, das ehemalige Rentmeisterhaus aus dem 18. Jahrhundert sowie ein Stall- und Scheunengebäude im Westen. Der Verein hat sich zur Aufgabe gestellt, den Erhalt, die Restaurierung und die Nutzung der ehemaligen Klosteranlage ideell und materiell voranzutreiben. Ein Nutzungskonzept, das die Geschichte des Klosters berücksichtigt, wurde erstellt, und seit 2009 werden Sanierungsarbeiten durchgeführt. Im Jahr 2015 ging der Hessische Denkmalschutzpreis an den Förderverein Kloster Flechtdorf.